# École maternelle

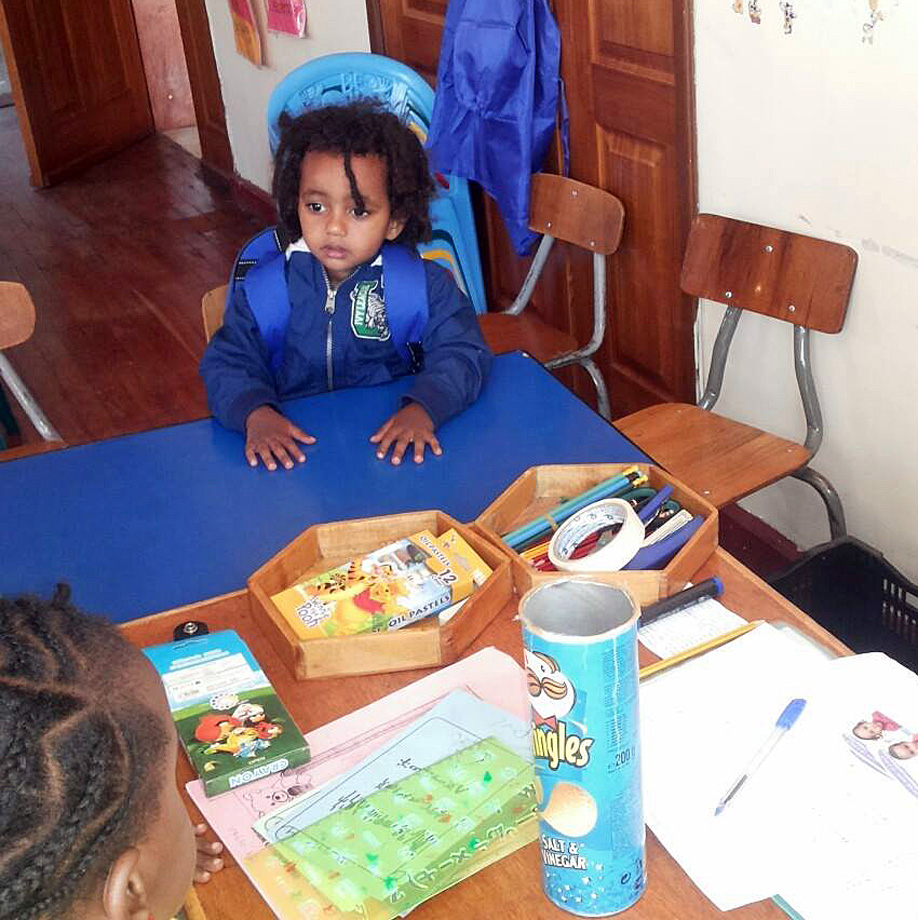
Premier jour d'école pour un Éthiopien âgé de trois ans.

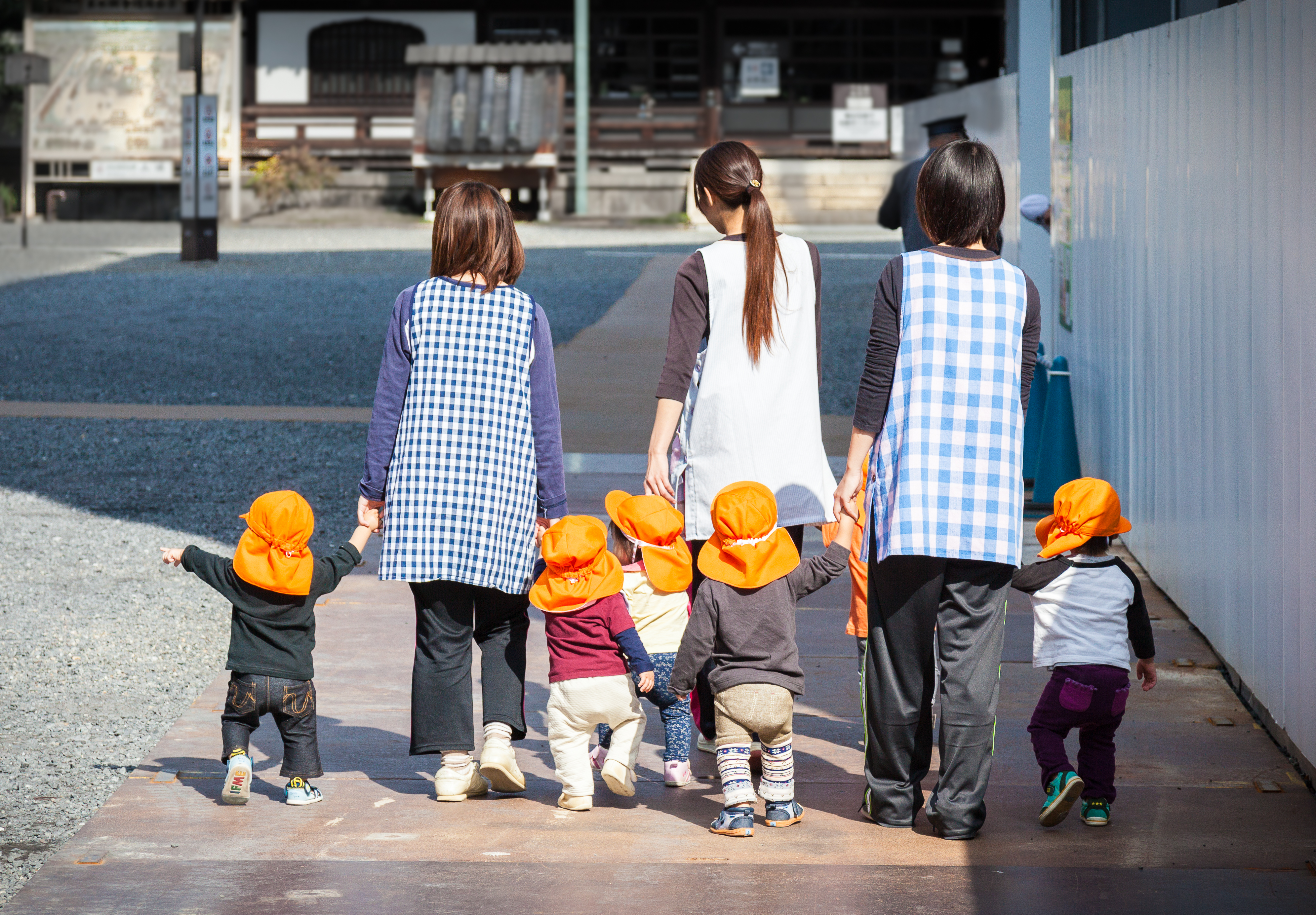
École maternelle à Kyoto (octobre 2012).

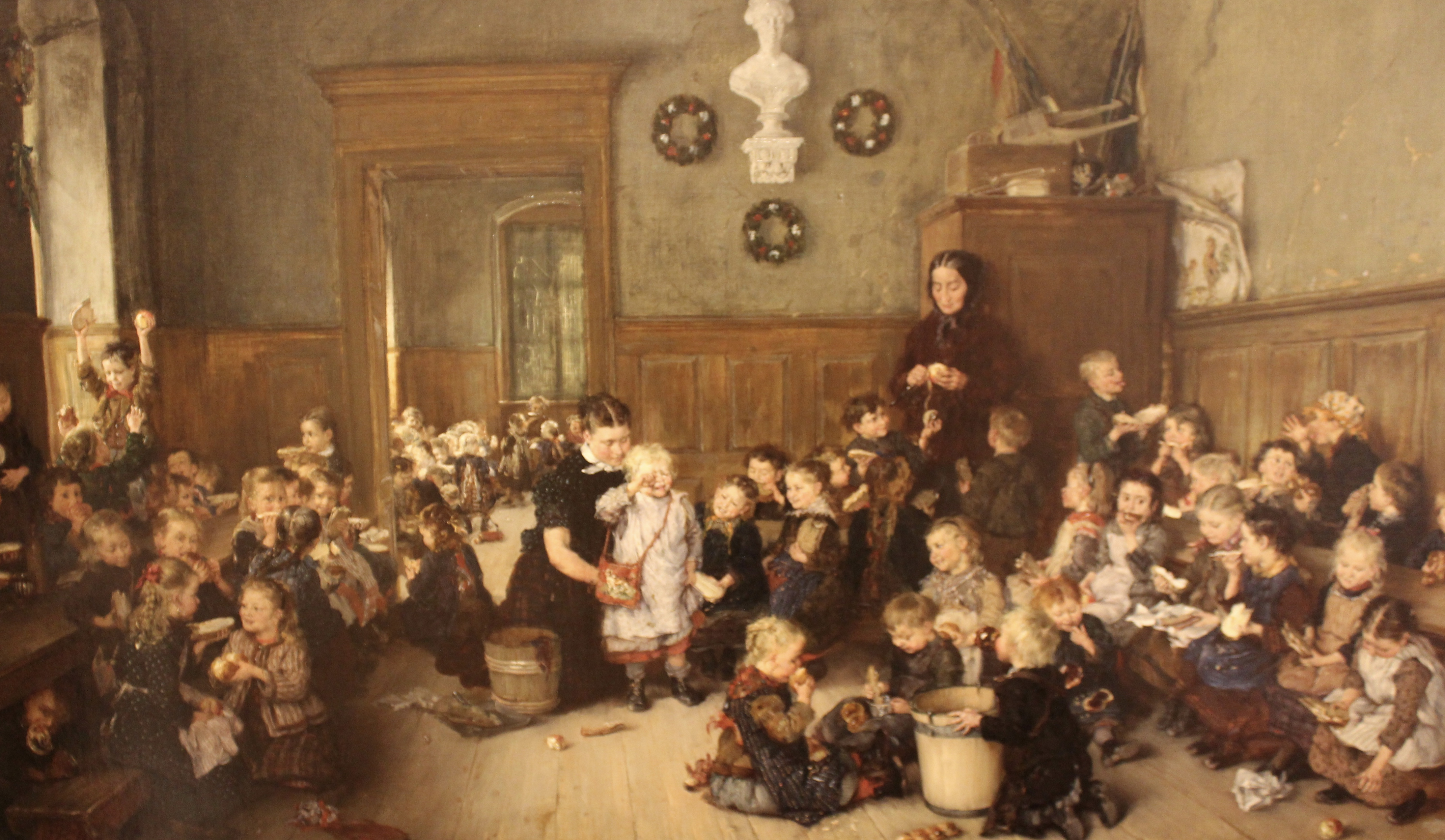
Jardin d'enfants, Otto Piltz.

« Maternelle » redirige ici. Pour les autres significations, voir La Maternelle.
L'école maternelle est une école qui accueille de très jeunes enfants pour les préparer aux apprentissages fondamentaux de la lecture, de l'écriture et du calcul. C'est une période préparatoire à l'enseignement primaire : les objectifs essentiels sont la socialisation, la mise en place du langage, du nombre et du geste graphique.
Ces établissements sont désignés suivant les pays sous le nom d'école maternelle (France, Canada francophone, Vallée d'Aoste), école enfantine (Suisse) ou encore école gardienne (anciennement en Belgique).
L'école maternelle assure une prise en charge des enfants dont les parents exercent ou non une activité professionnelle et permet aux enfants de se socialiser et de s'initier progressivement à la scolarité.

## Spécificités par pays

### Belgique
Anciennement appelée « école gardienne » en Belgique, ou « jardin d'enfants », l'école maternelle accueille les enfants de deux ans et demi à six ans en Fédération Wallonie-Bruxelles et en Communauté flamande et de trois à six ans en Communauté germanophone. Cet enseignement non-obligatoire, gratuit en Fédération Wallonie-Bruxelles depuis la rentrée 2019, est fréquenté par la quasi-totalité des enfants. Il permet de sociabiliser l'enfant et de dépister d'éventuelles difficultés d'apprentissage avant l'entrée à l'école primaire ; avec l'enseignement primaire obligatoire il constitue l'enseignement fondamental.

### Canada
Au Québec, le premier degré de l'enseignement correspond à l'éducation préscolaire, qui n'est pas obligatoire. Il concerne la prématernelle et la maternelle. Cette dernière, bien que de niveau préscolaire, est souvent intégrée aux écoles primaires du Québec.

### France
En France, l'école maternelle est destinée aux jeunes enfants de deux à cinq ans. Depuis la rentrée 2019, l'instruction est obligatoire à partir de trois ans au lieu de six. L'école maternelle française accueille environ un quart des enfants de deux ans, 95 % des enfants de trois ans et 98 % des enfants de quatre et cinq ans[Quand ?].
L'école maternelle fait partie du cycle I ou cycle des apprentissages premiers qui compte trois années :
- première année : petite section ou PS (3-4 ans) ;
- deuxième année : moyenne section ou MS (4-5 ans) ;
- troisième année : grande section ou GS (5-6 ans).

### Suisse
En Suisse, depuis la rentrée 2010, la scolarisation obligatoire dure onze ans, et ce dès l'âge de quatre ans révolus à la rentrée d'août. Elle est répartie ainsi : deux années d'école enfantine, six années de primaire et trois années de secondaire. L'école enfantine donne une instruction préscolaire.